# Ichiei Muroi
Ichiei Muroi (jap. 室井 市衛 Muroi Ichiei; ur. 22 czerwca 1974) – japoński piłkarz występujący na pozycji obrońcy.

## Kariera klubowa
Od 1993 do 2007 roku występował w klubach Kashima Antlers, Urawa Reds, Cerezo Osaka, Vissel Kobe i Yokohama FC.